# Milo Pablo Momm
Milo Pablo Momm (* 29. August 1977 in Aachen) ist ein deutscher Opernregisseur, Tänzer und Choreograph.

## Leben
Momm wurde in Aachen als Sohn des Bildhauers, Malers und Mixed-Media-Künstlers Dietmar Momm und einer Architektin geboren. Nach dem Abitur am Einhard-Gymnasium studierte er an der Universität Bayreuth, der FU Berlin und der Universität Paris VIII Theater-, Musik- und Literaturwissenschaft. Schon während seines Studiums arbeitete er als Tänzer, Choreograph, Pädagoge und Tanzforscher im Bereich des Renaissance- und Barocktanzes. Seit 2011 arbeitet er vorrangig als Opernregisseur, u. a. am Ekhof-Theater in Gotha, am Wilhelma-Theater in Stuttgart, am Staatstheater Mainz und am Theater Lübeck. Momm lebt in Berlin.
2018 war er Zweitplatzierter des Regie-Wettbewerbs des Nationaltheater Mannheim.
Im Juni 2020 wird inmitten der Corona-Krise am Theater Lübeck das Musiktheater-Stück Alive.Saisonende-20, das Momm als Kollektiv-Arbeit zusammen mit den Regisseuren Jochen Biganzoli und Tom Reyser und der amerikanischen Choreographin Lillian Stillwell entwickelte, sowohl live im Theater für 20 Zuschauer als auch im Internet als Online-Version gezeigt.
Neben seiner Tätigkeit als Opernregisseur und Choreograph ist er auch als Schriftsteller tätig und veröffentlichte in diversen Literaturzeitschriften. 2008 war er Finalist beim Literaturwettbewerb Open Mike.

## Inszenierungen (Auswahl)
- 2011: La fête champêtre (Pasticcio), Schlosstheater des Neues Palais Potsdam
- 2012: Sardanapalus (Boxberg), Ekhof-Theater Gotha; wiederaufgenommen 2014 am Wilhelma-Theater Stuttgart[5][6][7][8]
- 2012: Orfeo ed Euridice (Johann Joseph Fux), Schlosstheater Damtschach/Österreich[9]
- 2015: Heroinnen (Pasticcio), Theater Heidelberg
- 2015: Attraversando le Montage (Pasticcio), „Festival Güldener Herbst“, Ekhof-Theater Gotha[10][11]
- 2018: Marc’Antonio e Cleopatra (Johann Adolph Hasse), Ekhof-Theater Gotha[12][13]
- 2018: Cendrillon (Massenet), Summer Opera Tel Aviv
- 2019: Christophe Colomb (Milhaud), Theater Lübeck[14][15][16][17]
- 2020: Alive.Saisonende-20 (Pasticcio), Theater Lübeck[18]
- 2022: Carmen (Bizet), Summer Opera Tel Aviv

## Veröffentlichungen
- Kongress Rothenfels[19]
- 13 Gedichte[20], Open Mike
- Magisterarbeit[21]